# Orthostichopsis debilinervis
Orthostichopsis debilinervis là một loài Rêu trong họ Pterobryaceae. Loài này được (Renauld & Cardot) Broth. miêu tả khoa học đầu tiên năm 1906.